# ジャン・デルサルト
ジャン・デルサルト（Jean Frédéric Auguste Delsarte、1903年10月19日 - 1968年11月28日）は、フランスの数学者。数理解析学、特に平均周期関数(mean-periodic functions)の導入および一般化されたシフト演算子(en:Shift_operator#Generalisation)の業績で知られる。ブルバキの初期メンバーの一人でもある。
カルタンやヴェイユ、シュヴァレー、デュドネといった他のブルバキの初期メンバーは非常に有名であるにもかかわらず、彼だけはあまり有名ではない。積分や積分作用素による微分方程式の変改問題や、楕円型問題を導く直交函数級数の歴史的発展などの一部の解析学の問題に興味を持っている人を除いて、デルサルトはほとんど知られていない。